# Jo, Pierre Rivière
Jo, Pierre Rivière (títol original en francès: Moi, Pierre Rivière, ayant égorgé ma mère, ma soeur et mon frère...) és una pel·lícula francesa dirigida per René Allio el 1976. Ha estat doblada al català.

## Argument
René Allio s'ha inspirat en una obra del filòsof Michel Foucault, publicada el 1973, que reunia els testimoniatges del jove parricida. A la pel·lícula, és Pierre Rivière que explica la seva vida.
El 3 de juny de 1835, Pierre Rivière, un jove de vint anys, degolla la seva mare, la seva germana i el seu germà petit en un poble normand. Fuig, refugiant-se als boscos i, anant a ciutat, ningú no el reconeix. És finalment detingut en el camp.
Tot just ingressat en una cel·la intenta redactar una verdadera autobiografia en la qual exposa les raons del seu gest: guiat per Déu, volia alliberar el seu pare de les penes que li feia sofrir la seva esposa. Serà condemnat a mort després graciat pel rei. Es penjarà a la seva cel·la el 1840.
La pel·lícula és rodada en el departament d'Orne, a alguns quilòmetres dels llocs històrics del drama. A excepció d'alguns rars actors professionals, és interpretat, incloent-hi els papers principals, per actors locals no professionals trobats per René Allio en la seva activitat teatral. Una escena havia estat rodada amb el mateix Foucault, però va ser tallada en el muntatge.

## Repartiment
- Claude Hébert: Pierre Rivière
- Jacqueline Millière: la mare
- Joseph Leportier: el pare
- Annick Géhan: Aimée
- Nicole Géhan: Victoire
- Emilie Lihou: l'àvia paterna
- Antoine Bourseiller: el jutge Legrain
- Michel Amphoux: Lebouleux
- Jacques Debary: El Doctor Bouchard
- Chilpéric de Boiscuillé: el fiscal
- Léon Jeangirard: El Doctor Vastel
- Robert Decaen: l'avi matern
- Marthe Groussard: l'àvia materna
- Michel Bisson: Monsieur Bisson
- Roger Harivel: l'oncle
- Norbert Delozier: Nativel
- Henri Gahery: Hébert
- Albert Husnot: el granger
- Christian Jardin: Victor Marie
- Gilbert Peschet: Quevillon
- Bernard Peschet: Postel
- Vincent Callu: Prosper Rivière
- Laurent Callu: Jean Rivière
- Myriam Callu: Victoire Rivière, 4 anys
- Christophe Millière: el jutge Rivière
- Pierre Allio: Pierre Rivière, 4 ans
- Christophe Menou: Prosper Rivière, 5ans
- Pierre Léomy: el jutge de pau
- Guy Mongodin: Langliney
- René Féret: El Doctor Morin

## Producció
El rodatge ha tingut lloc en exteriors a Athis-de-l'Orne, Flers i Tinchebray en el Departament de l'Orne.

## Al voltant de la pel·lícula
- Nicolas Philibert, ajudant de director a la pel·lícula, va crear l'any 2007 un documental, Retour en Normandie, retrobant els principals protagonistes, pagesos normands.